# 1º de Maio
Grupo Desportivo 1º de Maio és un club de futbol que juga a l'illa de Príncipe a São Tomé i Príncipe. L'equip juga a la Lliga de Príncipe de futbol a la seva divisió local i juga a l'Estadi 13 de Julho a la capital de l'illa, tal com fan tots els clubs de l'illa.

## Història
L'equip va ser fundat l'1 de maig de 1982 i fou nomenat després de la fundació de la data del club. El seu entrenador és Aldo Cruz. El club va celebrar el seu desè aniversari el 1992 i més tard va celebrar el seu 25è aniversari el 2007.
El seu logotip té una cresta puntejada d'or groc amb una fina vora verd fosc amb el nom del club i la ubicació del club a l'interior i cap amunt, Djunta Mó en principense. Té una pilota de futbol de color blau cel al mig amb dues persones donant-se la mà per dins. També té tres estrelles a la part inferior, de color verd, vermell i groc.
El 1999, el club va guanyar el seu primer títol de Copa regional i va jugar a les semifinals nacionals on es van classificar, van perdre un partit en aquesta ronda i va estar fora de la competició. L'any 2000, el club va guanyar la ronda anterior de la copa regional, el club va perdre en la fase semifinal. El 2001, el club va acabar en el cinquè i darrer lloc. L'equip va guanyar un títol el 2003 superant l'Inter Bom-Bom per 4 punts. En el total de títols regionals, els va compartir ambl'UDAPB el 2007 i Sporting Príncipe el 2011, fins aleshores, els títols totals foren tercers i darrers. Després de la victòria de l'Sporting en 2012, els seus totals el van fer cinquè.

## Palmarès
- Taça Regional de Príncipe: 1

1999
- Lliga de Príncipe de futbol: 2

2003